# عبد المطلب حناوي
العميد الركن عبد المطلب حناوي هو وزير لبناني من مواليد بيروت 1952 ، تخرج من المدرسة الحربية بصفة ملازم عام 1975, ، يشغل حاليا وزير الشباب و الرياضة في حكومة الرئيس تمام سلام ،و يحسب على الكتلة الوسطية في الحكومة.